# Worms?
Worms? est un jeu vidéo de réflexion développé par David Maynard et publié par Electronic Arts en 1983 sur Atari 8-bit et Commodore 64. Au début d’une partie, quatre vers de couleurs différentes sont positionnés au centre de l’écran. Ces vers sont représentés par des lignes reliant deux points. De chaque point peuvent partir jusqu’à six lignes. Lorsque six lignes partent d’un même point, ce dernier et les lignes qui en partent prennent la couleur du vers ayant ajouté la sixième ligne, ce qui rapporte des points au joueur correspondant. Lorsqu’un vers se retrouve bloquer, c’est-à-dire qu’il n’a pas de point vers lequel se déplacer, le vers meurt. Lorsque les quatre vers sont morts, la partie se termine avec la victoire du joueur ayant le plus de points. Les joueurs ne contrôlent pas directement leurs vers. A la place, ils doivent l’entrainer en lui expliquant comme réagir à chaque nouvelle situation. Ainsi, lorsqu’un vers rencontre une situation inédite, le jeu s’arrête et le joueur décide dans quelle direction il doit aller. Pour le reste de la partie, le vers réagit ensuite de cette manière à chaque fois qu’il se retrouve dans cette situation,,.
À sa sortie, Worms? est encensé par la presse spécialisée. Pour Orson Scott Card du magazine Compute!, il s’agit en effet d’un jeu très original qui se révèle non seulement « amusant » mais aussi « fascinant » et « agréable à regarder ». Cinq ans plus tard, la rédaction du même magazine le considère comme un des vingt meilleurs jeux sur ordinateur, la journaliste Selby Bateman estimant qu’après toutes ces années, il reste « palpitant » et « charmant ».  